# Esakiozephyrus mandara
Esakiozephyrus mandara is een vlinder uit de familie van de Lycaenidae. De wetenschappelijke naam van de soort werd als Thecla mandara in 1886 gepubliceerd door Doherty.